# Alexander Downer

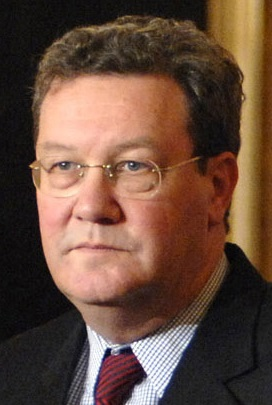
Alexander Downer (2006)

Alexander John Gosse Downer AC (* 9. September 1951 in Adelaide) ist ein australischer Politiker und war von März 1996 bis Anfang Dezember 2007 der 38. Außenminister des Landes. Von 1994 bis 1995 war er Vorsitzender der Liberal Party of Australia.

## Leben
Downer wurde in Adelaide im Bundesstaat South Australia geboren. Sein Vater, Sir Alexander "Alec" Downer, war ebenfalls Politiker und Mitglied des australischen Senats und später Minister for Immigration and Citizenship. Sein Großvater Sir John Downer war Senator im ersten bundesstaatlich Parlament 1901. Seine Mutter, geborene Mary Gosse, stammt von den ersten Einwanderern ab, die in South Australia siedelten. Downer ist verheiratet, hat vier Kinder und spricht fließend Französisch.
Er besuchte die Crafers Primary School, dann die Geelong Grammar School in Australien. Später ging er nach England, wo sein Vater Hochkommissar in London war, und besuchte zwischen 1964 und 1965 das Radley College in Oxford. Später kam Downer an die Newcastle University.
Von 1975 bis 1976 arbeitete er für die Bank of New South Wales, bevor er Diplomat wurde. Während dieser Zeit war er in Brüssel und lernte dort französisch. Danach arbeitete er als Berater für Premierminister Malcolm Fraser. Zwischen 1983 und 1984 war Downer Vorsitzender der australischen Handelskammer. Im selben Jahr wurde er für die Division of Mayo in das Parlament gewählt und hält seitdem diesen Sitz inne.
1993 wurde er Schatzmeister der Liberal Party. Im Mai 1994 übernahm er den Parteivorsitz von John Hewson.
Von 1996 bis 2004 war Downer Australiens Außenminister und damit der längste Amtsinhaber.
Ab Juli 2008 war Downer Gesandter der Vereinten Nationen in Zypern. Im Juni 2014 wurde Downer Australischer Hochkommissar im Vereinigten Königreich. Als solcher traf er sich im Mai 2016 mit Trumps Wahlkampfberater George Papadopoulos. Das Gespräch über Öl, Gas und Russlands bevorstehende Kampagne gegen Hillary Clinton wurde in einem Drahtbericht zusammengefasst und wurde so auch dem australischen Inlandsnachrichtendienst bekannt, der diese Information erst später an das FBI weiterleitete.
Im Juni 2018 wechselte Downer ans King’s College London.